# Австрийские федеральные железные дороги
Австрийские федеральные железные дороги (нем. Österreichische Bundesbahnen (ÖBB)) — государственная железнодорожная компания Австрии.

## История
Первая железнодорожная линия в Австрии открыта в 1837 году.
Железная дорога во времена Австро-венгерской империи
Постепенная национализация железнодорожной сети австрийской половины Австро-Венгрии началась в 1882 году, в результате чего появились Австрийские государственные железные дороги (kkStB). С 1896 по 1918 год они находились в подчинении Министерства путей сообщения Австрии.

#### Распад Австро-Венгрии (1918)
С падением австро-венгерской монархии в начале ноября 1918 года государственные железные дороги Австрии прекратили свое существование. Соответствующие части железнодорожной сети и транспортных средств достались новым государствам Чехословакии, Германской Австрии, Югославии и Польше, а также Италии, Триесту, долине Изонцо, Истрии, Южному Тиролю и Румынии, которая аннексировала Буковину.

##### Создание государственной железной дороги (1919—1923)
Австрийские государственные железные дороги начали работать как Немецко-Австрийские Государственные железные дороги (нем. DÖStB), а с 21 ноября 1919 года как Австрийские государственные железные дороги (нем. ÖStB). После вступления в силу новой федеральной конституции 1 апреля 1921 года они были переименованы в Австрийские федеральные железные дороги. Однако первоначально они оставались в составе Государственного управления транспорта а уже после 10 ноября 1920 года, в составе федеральном министерстве транспорта Австрии, под госуправлением.
19 июля 1923 г., по предложению федерального правительства Зайпеля, Национальный совет Австрии принял закон о федеральных железных дорогах, в соответствии с которым Австрийские федеральные железные дороги были учреждены как компания. Австрийские федеральные железные дороги были учреждены как юридическое лицо, а не как акционерное общество или GmbH. В тот же день федеральное правительство своим постановлением издало устав Австрийских федеральных железных дорог и отменило организационный статут, изданный в 1896 году для государственной железнодорожной администрации.
Федеральные железные дороги не могли использовать аббревиатуру ÖBB в межвоенный период, так как она уже была занята швейцарской железной дорогой Oensingen-Balsthal. Поэтому использовалась аббревиатура BBÖ. На поездах и технике было написано название компании «Bundesbahnen Österreich».
В течение нескольких лет между сильной инфляцией после Первой мировой войны и Великой депрессией Федеральные железные дороги способствовали успеху австрийского туризма. Как и до Первой мировой войны, туристические направления с железнодорожным сообщением имели явные преимущества. Поэтому Федеральные железные дороги также участвовали в рекламе австрийского туризма за рубежом и корректировали расписание движения в соответствии с запросами туристов.

###### Железнодорожная забастовка, путь к диктатуре (1933)
4 марта 1933 года BBÖ открыла Австрии путь к диктатуре. Спор, возникший в Национальном совете по поводу того, как реагировать на забастовку железнодорожников, привел к кризису по поводу «Порядка делопроизводства», который канцлер Энгельберт Дольфус использовал, говоря о «парламентской ликвидации» и не позволяя Национальному совету собраться снова. Его можно было снова собрать только в 1945 году.

###### Вторая мировая война, связь сDeutsche Reichsbahn(1938—1945)
После того, как Австрия была «присоединена» к Германскому рейху, 18 марта 1938 года BBÖ перешла к Deutsche Reichsbahn. Во время Второй мировой войны (1939—1945) австрийские железные дороги использовались в агрессивной политике режима, а также в терроризме против евреев и других меньшинств. Как часть Рейхсбана они были «одной из самых важных опор национал-социалистического государства», как было заявлено в 2012 году. Без железных дорог военная логистика немецких вооруженных сил и массовые перевозки в лагеря смерти были бы невозможны. Сотни тысяч австрийцев, включая все еврейское население, были вынуждены покинуть свою родину или были депортированы в концлагеря и лагеря смерти. Эта транспортировка осуществлялась по железной дороге.
В борьбе Антигитлеровской коалиции за освобождение Австрии к апрелю 1945 года было разрушено около 41 процента железнодорожной сети Австрии. Реконструкция началась сразу после окончания войны. 20 июля 1945 года работу начало Главное управление Австрийских государственных железных дорог.

###### Оккупация Австрии войсками союзников (до 1955), Декларация об экономическом органе (1969)
Летом 1947 года Австрийские федеральные железные дороги были (нем. ÖBB) снова восстановлены как управляемая государством компания. Была восстановлена инфраструктура и проведена электрификация. Железная дорога с её многочисленными служащими, как и вышестоящее министерство транспорта, была частью сферы влияния социал-демократов, которые до 1966 года правили в коалиции во главе с консерваторами.
С новым законом о федеральных железных дорогах, представленным консервативным «единоличным правительством» Клауса в 1969 году, ÖBB был объявлен зависимым экономическим органом, который управлялся как ветвь федерального оперативного управления, но оставался полностью в рамках федерального бюджета.

###### Массовая автомобилизация
С 1960-х годов федеральные железные дороги значительно потеряли свое значение. С ростом благосостояния австрийского населения автомобиль становился все более популярным как средство передвижения номер один в частной жизни. Благодаря Австрийскому автомобильному, мотоциклетному и туристическому клубу (нем. ÖAMTC) и Ассоциации водителей автомобилей, мотоциклов и велосипедистов Австрии (нем. ARBÖ) пожелания автомобилистов также очень громко доводились до политиков, когда это было необходимо, в связи с чем интерес к современному интенсивному общественному транспорту, такому, как железнодорожный транспорт, значительно снизился. Необходимость субсидирования железной дороги часто критиковалась гражданами, не использовавшими железную дорогу, как «ненужный дефицит».
В результате соревнования, которое было в 1971 году, появился логотип Австрийских федеральных железных дорог (нем. ÖBB), так называемый «Pflatsch», который с 1974 года заменил BBÖ-Flügelrad. Pflatsch просуществовал более 30 лет, пока не был заменен словесным знаком «ÖBB».

###### Новый Австротакт (1991)
В 1991 году австрийские федеральные железные дороги впервые представили общенациональное интервальное расписание с помощью New Austrotakt, или, сокращенно, NAT’91. В то время было введено ежечасное высокоскоростное сообщение на западных и южных линиях, а также скоростное сообщение каждые два часа на других основных линиях. В то же время железнодорожный парк был расширен за счёт 370 новых поездов и 100 000 кресел. Поскольку NAT’91 рекламировался как «первый большой шаг новой железной дороги в будущее», Pflatsch как логотип ÖBB в то время часто сочетался со словами «Die Neue Bahn», что означает в переводе на русский «Новая железная дорога», особенно в печатных изданиях и в телевизионной рекламе 1990-х годов.

###### Преобразование в общество (1992)
В 1992 году ÖBB была преобразована в компанию с собственным юридическим лицом (гибрид GmbH и акционерной корпорации) коалицией SPÖ-ÖVP. Компания на 100 % принадлежала Австрийской Республике. Преобразование преследовало две основные цели: с одной стороны, в связи с неизбежным присоединением Австрии к Европейскому союзу необходимо было соблюдать директивы ЕС, а с другой стороны, финансовые потребности государственного сектора должны были быть снижены при одновременном повышении эффективности и повышении конкурентоспособности.

###### РеструктуризацияАвстрийских федеральных железных дорог (нем.ÖBB) (2004 г.)
В 2004 году Австрийские федеральные железные дороги были реорганизованы федеральным правительством «ÖVP-FPÖ Шюссель II» в группу с ÖBB Holding AG и дочерними предприятиями. С 1 января 2005 года дочерние предприятия ÖBB-Holding AG начали самостоятельную деятельность в группе. В 2012 году федеральное правительство SPÖ-ÖVP Faymann I одобрило меры, которые снова ограничивают независимость «холдинговых дочерних компаний».

## Компания
Австрийские федеральные железные дороги (нем. ÖBB) были организованны в соответствии с Законом о федеральных железных дорогах, который был принят в 2009 году, а до этого в 2003 году — в соответствии с Законом об устройстве федеральных железных дорог. С 1 января 2005. Австрийские федеральные железные дороги были разделены на четыре независимые дочерние компании, Австрийские федеральные железные дороги-Holding AG имеет своего собственного руководителя, 100 % акций которого принадлежит Австрийской Республике.

#### Цифры, даты и факты
Сотрудники ÖBB Group по состоянию на 31 декабря 2018 г.
- Сотрудники: 31 411 (42 850)
  - из них на итоговой должности: 20 697 (21 718)
  - дополнительные ученики 1770 * (1743)

* Кроме того, 127 учеников были наняты общим частным фондом профессионального обучения в 2018 финансовом году.
Производственные показатели группы ÖBB (вся информация 2018):
- Пассажиров (в год) 474,2 млн.
  - из них железнодорожный местный транспорт 224,5 млн.
  - из них железнодорожный транспорт дальнего следования 36,9 млн.
  - из них автобусы 212,8 млн.
- Пассажиро-километров поездом (в год) 11,5 млрд.
  - из них местный транспорт 5,5 млрд.
  - из них на междугородние перевозки 6,0 млрд.

Тонно-километров товаров (тонн в год) 31,7 млрд
- Поезда (в день) 6,596
  - из них местный транспорт 4279
  - из них междугородние перевозки 340
  - из них грузовые перевозки 1147

Поездки на поезде (в год) 2319826
- Локомотивы 1047
- Легковой автомобиль 2691
- Грузовой вагон 25698

## Современное состояние
Железнодорожная сеть Австрии состоит из магистральных линий: Западная железная дорога (Вена — Линц — Зальцбург — Инсбрук — линия пересекает страну с востока на запад), Вена — Грац, Вена — Филлах. Четыре железнодорожные линии пересекают Альпы: однопутная линия через Тауэрн, двухпутные через Бреннер, Земмеринг, Шобер.

## Генеральные директора
Руководство Австрийских федеральных железных дорог и предшествующим организациям была передана следующим лицам:
Генеральные директора Государственных железных дорог (1842—1848)
- Херменегильд фон Франческони (3 января 1842 — июль 1848)
- Хокк (1848)
- Шмид (1848)
- Карл Риттер фон Гега (1 августа 1848 — …)

Главное управление строительства (1850—1852)
- Карл Риттер фон Гега (… — …)

Центральная дирекция по строительству железной дороги (1852—1859)
- Карл Риттер фон Гега (… — 1859)

Генеральная инспекция австрийских железных дорог (1874—1919)
(с 1875 года ведомство с генеральным директором, а с 1879 полномочия были разделены между несколькими людьми)
- Вильгельм Нёрдлинг (1875—1879)

Дирекция Государственного железнодорожных операций (1882—1884)
- Алоис Кзедик Фрайхерр фон Брюндельсберг (1882 — …)

Общие имперские и королевские государственные железные дороги (в Императорском и королевском Департаменте торговли, 1884 по 1896 году)
- Алоис Кзедик Фрайхерр фон Брюндельсберг (… — 1892)
- Леон фон Билинский (1892—1895)
- Эрнест фон Кёрбер (1882 — …)

С 1896 года по 1918 год Императорское и королевское Министерство путей сообщения имело несколько отделений, должность генерального директора отсутствовала
Генеральная дирекция Австрийских федеральных железных дорог (1923—1938)
- Ганс Зигмунд (1 октября 1923 — декабрь 1924)
- Йозеф Машат (декабрь 1924 — декабрь 1926)
- Рудольф Фошт-Монсхофф (декабрь 1926 — март 1930)
- Ганс Седлак (март 1930 — октябрь 1930)
- Франц Г. Страфелла (2 октября 1930 — 5 июня 1931)
- Эгон Зеефехлнер (июнь 1931 — март 1933)
- Антон Шёпфер (март 1933 — март 1938)

Генеральная дирекция Австрийских федеральных железных дорог (1945 — 31 марта 2004)
- Эрнст Р. Каан (Руководитель государственной железной дороги)(июнь 1945 — 19 мая 1947)
- Эрнст Зайдлер (20 мая 1947 — 31 декабря 1951)
- Винценц Юбилайс (1 января 1954 — 31 декабря 1954)
- Максимилиан Шантл (13 января 1955 — 31 декабря 1966)
- Бруно Кепник (1 января 1967 — 31 декабря 1968)
- Карл Калц (1 января 1969 — 13 июня 1974)
- Вольфганг Пыха (14 июня 1974 — 13 июня 1984)
- Эрнст Голлнер (14 июня 1984 — 30 апреля 1987)
- Генрих Юблайз (1 мая 1985 — 31 июля 1993)
- Гельмут Дракслер (1 августа 1993 — 31 июля 2001)

ÖBB-Holding AG (c 1 апреля 2004)
- Рюдигер ворм Вальде (1 августа 2001 — 31 октября 2004)
- Мартин Хубер (1 ноября 2004 — 22 апреля 2008)
- Петер Клюгер (и. о. с 23 апреля 2008, 26 мая 2008 — 6 июня 2010)
- Кристиан Керн (7 июня 2010 — 17 мая 2016)
- Йозеф Хальбмаер (и. о. 17 мая по 24 мая 2016)
- Андреас Маттхэ (и. о. 24 мая 2016, 4 июля назначен наблюдательным советом)

## Чле́нство
Австрийские федеральные железные дороги являются членами следующих организаций:
- UIC: Международный союз железных дорог (Париж/Франция)
- RNE: Rail Net Europe (Вена/Австрия)[11]
- railML.org: Организация по стандартизации железнодорожных данных (Дрезден/Германия)[12]
- ACBA: Австрийская-Kитайская бизнес-ассоциация [АКБА] (Вена/Австрия)[13]